# Pilgrim's Rest
Pelgrim's Rest este un oraș din Africa de Sud.